# Aglaonema chermsiriwattanae
Aglaonema chermsiriwattanae är en kallaväxtart som beskrevs av D.Sookchaloem. Aglaonema chermsiriwattanae ingår i släktet Aglaonema och familjen kallaväxter. Inga underarter finns listade.